# Behændighedsøvelser for piger
Behændighedsøvelser for piger er en dokumentarfilm instrueret af Martha Jørgensen efter eget manuskript.

## Handling
I filmen demonstreres en fornyelse af pigegymnastikken med hensyn til den måde, hvorpå der undervises og trænes i behændighedsøvelser. Et hold piger viser en række lege og individuelle variationer sideløbende med en instruktiv, systematisk træning i kolbøtter, håndstand, vejrmøller og hovedstand. Det ses, at øvelserne udvikler en fin koordinationsevne og en velafbalanceret bevægelsesrytme hos pigerne. Behændighedsøvelserne er udformet og instrueret af Martha Jørgensen, gymnastikinspektør i Københavns Skolevæsen. De praktiseres i en række danske skoler.